# Andrea Geissbühler
Andrea Geissbühler, née le 3 août 1976 à Berne (originaire de Lauperswil), est une personnalité politique suisse, membre de l'Union démocratique du centre (UDC). Elle est députée du canton de Berne au Conseil national de 2007 à 2023.

## Biographie
Andrea Martina Geissbühler naît le 3 août 1976 à Berne. Elle est originaire d'une autre commune du canton de Berne, Lauperswil. Elle est la fille de la députée UDC au Grand Conseil du canton de Berne Sabina Geissbühler-Strupler, enseignante au primaire et professeur de gymnastique, et de Michael Geissbühler. Elle a deux frères aînés et un frère cadet,,.
Elle grandit à Herrenschwanden (village rattaché à la commune de Kirchlindach). Après l'école obligatoire, elle s'inscrit à l'école ménagère, accomplit une formation de monitrice Jeunesse et Sport et obtient un brevet d'équitation. Elle suit ensuite une formation de maîtresse d'école enfantine de 1995 à 1998, puis effectue des remplacements dans des écoles tout en suivant une formation de thérapeute équine à Zurich. Elle travaille quatre ans dans une école enfantine près de Berne, puis s'inscrit à l'école policière de la ville de Berne en 2006. Elle exerce le métier de policier à Bümpliz de 2007 à 2013.
Elle est mariée depuis 2012 et mère de trois enfants. Elle habite à Bäriswil.

## Parcours politique
Élue au Conseil national en 2007 et réélue à trois reprises, elle est membre de la Commission des affaires juridiques (CAJ) de 2007 à 2011 et depuis 2015, de la Commission des institutions politiques (CIP) de 2008 à 2011, de la Commission de gestion (CdG) de 2011 à 2015 et de la Commission de la politique de sécurité (CPS) de 2011 à 2015.
Arrivée à la limite des seize ans de mandat fixée par la section bernoise de l'UDC, elle annonce en septembre 2022 ne pas vouloir solliciter une dérogation pour les élections fédérales d'octobre 2023.

### Positionnement politique
Elle appartient à la ligne conservatrice de l'UDC : elle défend une politique d'abstinence en matière de drogue (elle préside une association faîtière d'organisations prônant l'abstinence,), elle s'oppose au mariage entre personnes de même sexe (elle fait partie du comité référendaire en 2021) et lutte contre l'avortement (elle est membre du comité directeur de l'association Pro Life (de) et lance fin 2021 avec Yvette Estermann deux initiatives populaires visant à le limiter). Durant la pandémie de covid-19, elle a soutenu l'opposition à la politique anti-Covid-19, notamment le groupe de policiers Wir für Euch,.

### Autres mandats
Elle est membre de l'Action pour une Suisse indépendante et neutre et rédactrice dans le journal de l'association Pro Libertate.

### Critiques
En août 2015, la Tribune de Genève accuse Andrea Geissbühler de frayer avec les membres de plusieurs sectes, dont l'église de scientologie.
En octobre 2016, interrogée par TeleBärn sur la légèreté des peines pour viol, elle crée la polémique en déclarant que les femmes naïves qui ramènent des inconnus chez elles avant de se raviser portent une part de responsabilité,,.